# Luis Fernández-Guerra y Orbe
Luis Fernández-Guerra y Orbe, född den 11 april 1818 i Granada, död den 4 mars 1890 i Madrid, var en spansk skriftställare och målare. Han var bror till Aureliano Fernández-Guerra y Orbe.
Fernández-Guerra utövade advokatyrket, men blev snart lärjunge av José de Madrazo, utförde goda porträtt, som prisbelönades, samt arbetade en tid som tecknare för Seminario pintoresco español. Fernández-Guerra y Orbe utmärkte sig tidigt som dramatiker, varpå Merecer para alcanzar och El niño perdido är exempel, men är som lyriker obetydligare. Den högst värdefulla biografin över Juan Ruiz de Alarcón y Mendoza prisbelönades 1871 av Spanska akademien och föranledde hans inval i denna akademi 1872, där han tog inträde med ett tal över Teoria métrica de los romances castellanos.